# 本郷町 (愛知県)
本郷町（ほんごうちょう）は、かつて愛知県北設楽郡に存在した町。
1955年（昭和33年）に周囲の自治体と合併して北設楽郡東栄町が発足し、本郷町は廃止された。東栄町の中心部に相当する。

## 地理
河川
- 大千瀬川

## 歴史
町村制の施行に伴い、1889年（明治22年）10月1日に北設楽郡本郷村が成立した。近世以前の旧本郷村と奈根村（なねむら）の一部が母体となっている。1921年（大正10年）10月1日、北設楽郡本郷村が町制を施行して本郷町が発足した。
本郷町域は江戸時代、三河国設楽郡に属する4村が存在していた。天竜川水系大千瀬川（振草川）沿いの段丘上に立地する寄近村（よりちかむら）および別所村（べっしょむら）と、その南側、奈根川流域の奈根村（なねむら）、奈根川上流側で明神山山麓の三ツ瀬村（みつせむら、三瀬村とも）である。4村とも江戸期には幕府領であった（ただし廃藩置県間近の明治2年に重原藩領になっている）。このうち寄近村がこの地域の中心地で、別所村とともに現在の豊橋と飯田方面を結ぶ別所街道が通っていた。
1878年（明治11年）、郡区町村編制法施行に伴い設楽郡から北設楽郡の所属となった。同年、寄近村・別所村・三ツ瀬村の3村が合併し（旧）本郷村が成立。この（旧）本郷村と、奈根村のうち字中在家・加久保が1889年に合併して後に本郷町となる（新）本郷村が発足した。奈根村の残部は長岡村・川合村と合併し三輪村に加わっている。また、本郷村には川角村と下田村（園村に編入された字尾々は除く）も合併し、旧村名を継承した4つの大字（本郷・奈根・川角・下田）を編成したが、川角・下田は1900年（明治33年）7月に下川村として分村した。
町制後しばらく本郷町のまま推移していたが、太平洋戦争後の1953年（昭和28年）に町村合併促進法が施行され市町村統合が推奨される（いわゆる「昭和の大合併」）という流れの中で、本郷町でも周辺自治体との合併に動いた。そして1955年（昭和30年）4月1日、周囲の下川村・御殿村・園村と合併して「東栄町」となった。なお、2つの大字も東栄町に引き継がれている。

### 年表
- 1878年（明治11年） - 別所村・寄近村・三ツ瀬村（三瀬村）が合併し（旧）本郷村発足。
- 1889年（明治22年）10月1日 - （旧）本郷村・川角村と下田村・奈根村の各一部が合併して北設楽郡本郷村が発足。本郷・奈根・下田・川角の4大字を編成。
- 1900年（明治33年）7月16日 - 大字下田・川角が下川村として分村。
- 1921年（大正10年）10月1日 - 本郷村が町制を施行して本郷町が発足。
- 1955年（昭和30年）4月1日 - 本郷町・下川村・御殿村・園村が合併して東栄町が発足。同日本郷町は廃止。

## 教育

### 高等学校
- 愛知県立本郷高等学校 - 2000年（平成12年）に愛知県立新城東高等学校に統合され、愛知県立新城東高等学校本郷校舎となった。2008年（平成20年）に閉校。

### 中学校
- 本郷町外3ヶ村組合立東部中学校 - 本郷・下川・御殿・園の1町3村にて設立・運営していた。現在は東栄町立東栄中学校。

### 小学校
- 本郷町立本郷小学校 - 合併で東栄町が発足すると東栄町立中央小学校に改称。2006年（平成18年）には東栄町立月小学校・東栄町立中設楽小学校と統合され、現在は東栄町立東栄小学校。

## 電気
本郷町では、1918年（大正7年）から1938年（昭和13年）にかけて町内に本社を置く本郷電気製材株式会社が電気の供給にあたっていた。供給区域は現在の東栄町域のうち本郷・下川・御殿・園・振草の5町村。自社発電所を持たないという特徴があった。町内事業者による電気事業は1938年に同社が中央電力へと統合されたことで姿を消した。

## 名所・旧跡
- 大森古墳
- 大森さいの神
- 諏訪南宮神社
- 龍洞院